# Dibarion
Dibarion je velika skupina namišljenih delcev, ki so sestavljeni iz šestih kvarkov poljubnega okusa. Predvidevajo, da so po nastanku precej stabilni.
Obstoj dibariona je predvidel ameriški fizik Robert Jaffe. Najbolj pogosto se omenja H dibarion, sestavljen pa bi bil iz kombinacije kvarkov ({\displaystyle udsuds\,}) oziroma iz dveh hiperonov s sestavo {\displaystyle uds\,}.
Doslej še niso potrdili obstoj dibariona, čeprav je bilo predlaganih že večje število kandidatov.
Znane so teorije, da delci s kvarki s in dibarioni sestavljajo nevtronske zvezde.